# 小出の質量公式
小出の質量公式（こいでのしつりょうこうしき）とは、小出義夫によって1982年に発見された荷電レプトンの質量に関する現象論的な公式である。
この質量公式は、3つの荷電レプトンである、電子、ミュー粒子、タウ粒子の質量を関係付ける。
タウ粒子の質量が精密に測定される以前に、提出されたこの公式は、その質量を非常に良く予言していた。

## 公式
小出の公式は、次のように書かれる:
{\displaystyle Q={\frac {m_{e}+m_{\mu }+m_{\tau }}{({\sqrt {m_{e}}}+{\sqrt {m_{\mu }}}+{\sqrt {m_{\tau }}})^{2}}}\approx {\frac {2}{3}}.}

分数は明らかに、 1⁄3 < Q < 1 をみたす。ここで上界は、平方根が正である事を仮定することから得られる。また、コーシー＝シュワルツの不等式から、2つのベクトルなす角の余弦の2乗として解釈可能である。
すなわちベクトル
{\displaystyle ({\sqrt {m_{e}}},{\sqrt {m_{\mu }}},{\sqrt {m_{\tau }}})}
ともう1つのベクトル、
{\displaystyle (1,1,1)}
のなす角の余弦の2乗と解釈可能である。
謎は、その物理的な値である。 電子、 ミュー粒子、タウ粒子 の質量は、それぞれ me = 0.510998910(13) MeV/c2、mμ = 105.658367(4) MeV/c2、 mτ = 1776.84(17) MeV/c2。ここで、()のなかの数字は、不定性(正確度と精度)をしめす。以上の実験値を代入するとQ = 0.666659(10). を得る。この結果は、3つのランダムな数から与えられるものと考えづらい。 Q は、2つの極限値、つまり、3つのレプトンの縮退する極限での値 1⁄3 と1つのレプトンの質量が重い極限での値1 の丁度中間の値を与えている。

## 参照
1. ↑  Amsler, C.; Doser, M. et al. (2008). “Review of Particle Physics”. Physics Letters B 667 (1-5):  1–6. Bibcode: 2008PhLB..667....1A. doi:10.1016/j.physletb.2008.07.018. ISSN 0370-2693.
2. ↑   me と mμ の不定性は、 mτの不定性より小さい。それにより Q の不定性は、 {\displaystyle \scriptstyle {\Delta Q={\frac {\partial Q}{\partial m_{\tau }}}\Delta m_{\tau }}} と与えられる。